# Broad Daylight
Broad Daylight è un film muto del 1922 diretto da Irving Cummings da un soggetto di George W. Pyper e Harvey Gates, sceneggiato da quest'ultimo. Di genere giallo criminale, aveva come interpreti Lois Wilson, Jack Mulhall, Ralph Lewis, Kenneth Gibson, Wilton Taylor, Robert Walker.

## Trama

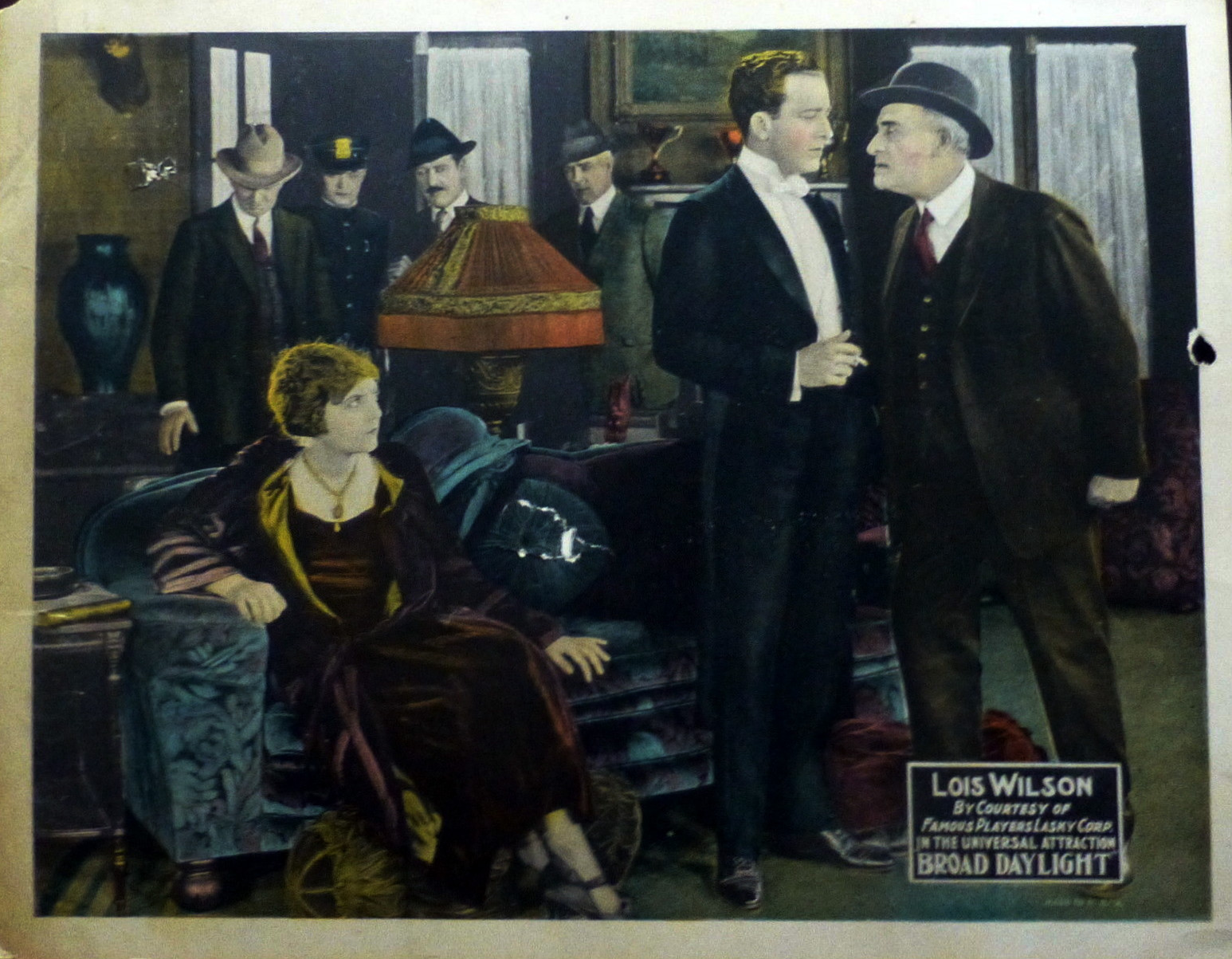
Lois Wilson, Jack Mulhall

Il piano di the Scarab e dei suoi per colpire un uomo ben noto facendone sposare il figlio con Nora Fay, figlia a sua volta di Peter Fay, uno che lui avrebbe mandato in prigione, si rivela un fallimento quando si scopre che lo sposo, Joel Morgan, non è per niente quello che sembrava, ma solo un amico del vero bersaglio del raggiro. I malviventi sono così arrabbiati che se la prendono con Morgan, pestandolo a sangue per poi abbandonarlo sul ciglio di una strada. Nora, che lo trova, si prende cura di lui ma poi, quando il giovane è guarito, le circostanze della vita li separano. Qualche anno dopo, Peter Fay viene rilasciato. The Scarab lo coinvolge allora in una rapina, facendolo scassinare una cassaforte. Nora interviene: si ha un chiarimento e lei scopre che il vero responsabile del fatto che suo padre fosse finito in galera è proprio The Scarab. Sia il bandito che suo padre muoiono mentre lei si riunisce a Morgan.

## Produzione
Il film, prodotto dall'Universal Film Manufacturing Company, venne girato in California, negli Universal Studios, al 100 di Universal City Plaza, a Universal City.

## Distribuzione
Il copyright del film, richiesto dalla Universal Film Manufacturing Co., fu registrato il 7 ottobre 1922 con il numero LP18296.
Distribuito dall'Universal Film Manufacturing Company, il film - presentato da Carl Laemmle - uscì nelle sale cinematografiche statunitensi il 30 ottobre 1922. Nel Regno Unito, il film prese il titolo di In Broad Daylight, mentre in Giappone fu tradotto con il titolo白日の下に.
Non si conoscono copie ancora esistenti della pellicola che viene considerata presumibilmente perduta.